# Het Club van Sinterklaas Feest
Het Club van Sinterklaas Feest is een sinds 2009 jaarlijks terugkerende theatershow met gastoptredens van verscheidene artiesten, net als bij concurrent Het Feest van Sinterklaas.

## Personages
- Sinterklaas 1 - Leo Hogenboom (2009)
- Sinterklaas 2 - Robert Ten Brink (2010-2011)
- Sinterklaas 3 - Wilbert Gieske (2012-heden)
- Hoge Hoogte Piet - Tim Zwart (2009-2020)
- Testpiet - Berly Praag (2009-heden)
- Coole Piet Diego - Harold Verwoert (2009-2011)
- Profpiet - Piet Van Der Pas (2009-2016 • 2019)
- Hokuspokspiet - Hugo Konings (2009-2011)
- Kluspiet - Michiel Nooter (2009-2012)
- Keukenpiet - Frans De Wit (2009-2018)
- Hulppiet - Titus Boonstra (2010-2011)
- Coole Piet - Job Bovelander (2012-heden)
- Danspiet - Anouk Pater (2013-heden)
- Knugelpiet - Martijn Broekaart (2016-2018)
- Junior Piet - Soy Kroon (2018-2019)
- Superpiet - Floris Hoogslag (2019-heden)
- Bakpiet - Tim Oortman (2019-heden)
- Rommelpiet - Bart Van Roosmalen (2019)
- Testpiet Junior - Marlin Van Putten (2019-2021)
- Sportpiet - Bart Van Roosmalen (2020)
- Kadopiet 1 - Mickey Vermeer (2020-heden)
- Kadopiet 2 - Charlotte Ha (2020-heden)
- Pietje Fernando - Lucas Reijnders (2021-heden)

## Geschiedenis

### 2009: Het Club van Sinterklaas Feest - Editie 1
Presentatie: Nicolette van Dam en Winston Gerschtanowitz 

Artiesten: Coole Piet Diego, Nick & Simon, Yes-R, Lisa, Amy & Shelly, Ch!pz, Djumbo, Magic Unlimited e.a.

Uitzending: 29 november 2009 op RTL 4, live vanuit de Jaarbeurs in Utrecht tussen 14.30 en 16.00 uur 

Kijkcijfers: 330.000 kijkers 

### 2010: Het Club van Sinterklaas Feest - Editie 2
Presentatie: Nicolette van Dam en Frans Bauer

Artiesten: Coole Piet Diego, Keet! e.a. 

Uitzending: 5 december 2010 op RTL 8, registratie van 28 november te Jaarbeurs Utrecht 

### 2011: Het Club van Sinterklaas Feest - Editie 3
Presentatie: Nicolette van Dam 

Artiesten: Coole Piet Diego, Jan Smit, Keet!, Ralf Mackenbach, Ernst, Bobbie en de rest, Bibaboerderij, Rochelle, Christian Farla, Kidz DJ e.a. 

Uitzending: 4 december 2011 op RTL 8, registratie van 27 november te Ahoy Rotterdam. Vond op 1 december ook plaats te Rijnhal Arnhem.

### 2012: De Club van Sinterklaas Feesttoer - Editie 4
Presentatie: Nicolette van Dam 

Artiesten: Ali B & Brownie Dutch, Rachel, Charly Luske, Keet! e.a. 

Uitzending: n.t.b.
Vindt plaats in Ahoy te Rotterdam en de Rijnhal in Arnhem. Dit jaar is er geen registratie op televisie te zien.

### 2013: De Club van Sinterklaas Feesttoer - Editie 5
Presentatie: Nicolette van Dam 

Artiesten: Nielson, Jan Smit, Monique Smit & Tim Douwsma, Femke Meines, One Two Trio, Keet! e.a. 

Uitzending: n.t.b.
Vindt plaats in Ahoy te Rotterdam, Brabanthallen in Den Bosch en de Rijnhal te Arnhem.